# ترزا ببارووا
ترزا ببارووا (چکی: Tereza Bebarová؛ زادهٔ ۸ ژوئیهٔ ۱۹۷۵) بازیگر و صداپیشه اهل کشور جمهوری چک است.
از فیلم‌ها یا برنامه‌های تلویزیونی که وی در آن نقش داشته‌است می‌توان به خیابان اشاره کرد.